# La perla (película)
La perla es una película mexicana de drama de 1947 dirigida por Emilio "El Indio" Fernández y protagonizada por Pedro Armendáriz y María Elena Marqués. Esta es la primera película en español  en ser premiada con un Globo de Oro.
En 2002, la película fue seleccionada por la Biblioteca del Congreso para su conservación en el Registro Nacional de Cine de los Estados Unidos por ser "cultural, histórica o estéticamente significativa".

## Sinopsis
En un pueblo pesquero en La Paz, México, un pescador, Kino (Pedro Armendáriz) y su esposa (María Elena Marqués) sufren porque el doctor del pueblo (Charles Rooner) es racista y se niega a tratar a su hijo Juanito, víctima de la picadura de un alacrán. Kino luego encuentra una perla valiosa en el mar que es objeto de la codicia del doctor y su hermano (Fernando Wagner).
Juana, su esposa, está convencida de que la posesión de esa perla solo les traerá dificultades y trata de convencer a su marido para que la devuelva al mar, aunque éste no la escucha y solo piensa en lo que podrán tener con lo que consigan de su venta.
Acude a los traficantes del pueblo. Estos quieren pagarle mucho menos de su valor real, haciéndole creer que una perla tan grande no interesa a nadie. No acepta venderla al precio que le ofrecen y decide ir a venderla a la ciudad.
Entre tanto, es asaltado por un desconocido, al que da muerte, tras lo cual su hermano les ayuda a huir y el matrimonio junto con su hijo parten de noche con destino a la ciudad en donde son perseguidos, cumpliéndose así los temores de Juana.

## Reparto
- Pedro Armendáriz como Kino
- María Elena Marqués como Juana
- Fernando Wagner como comerciante 1
- Gilberto González como ayudante 1
- Charles Rooner como doctor
- Juan García "El peralvillo" como ayudante 2
- Alfonso Bedoya como Padrino
- Raúl Lechuga como comerciante 1
- Max Langler como campesino
- Pepita Morillo
- Guillermo "Indio" Calles
- Columba Domínguez
- Enriqueta Reza
- Beatriz Ramos
- Luz Alba
- Victoria Sastre
- Margarito Luna
- Carlos Rodríguez
- Irma Torres

## Comentarios
- Fue filmada en dos versiones, una en inglés y otra en español.
- El libro del que fue adaptado el filme se considera uno de los más bellos de su autor, John Steinbeck, ganador del Premio Pulitzer en 1940 y del Premio Nobel de Literatura en 1962.
- Obtuvo los Arieles otorgados en 1948 a la Mejor película, a la Dirección, a la Actuación masculina (Pedro Armendáriz), al Papel de cuadro masculino (Juan García) y a la fotografía.
- En 1947 en el Festival de Venecia obtuvo la Mención como la Mejor contribución al progreso cinematográfico y Premio a la fotografía.
- En 1948 en los Globos de Oro obtuvo el premio a la Mejor fotografía.
- En 1949 en el Festival de Madrid obtuvo el premio a la Mejor fotografía.
- En 1949 ganó el Premio a la fotografía en el Festival norteamericano de Hollywood.
- Este filme ocupa el lugar 80 dentro de la lista de las 100 mejores películas del cine mexicano, según la opinión de 25 críticos y especialistas del cine en México, publicada por la revista Somos en julio de 1994.[2]

En la película La Perla, tiene una participación musical el compositor hidalguense Nicandro Castillo, en la interpretación del son huasteco El Gusto, acompañado por Antonio Maciel en el violín y posteriormente con una orquesta sinfónica.